# Академія образотворчих мистецтв (Вроцлав)
Академія образотворчих мистецтв у Вроцлаві (пол. Akademia Sztuk Pięknych im. Eugeniusza Gepperta we Wrocławiu) — польський вищий навчальний заклад. Заснована 1946 року, як вища державна школа образотворчих мистецтв, з 1996 року — академія. З 2008 року має ім'я польського художника, першого очільника закладу — Євгеніуша Гепперта.
Має відділи
- Відділ живопису та скульптури
- Відділ графіки
- Відділ кераміки і скла
- Відділ архітектури і дизайну

## Відомі випускники
Агата Агатовська — польська скульпторка